# 石井義人
石井 義人（いしい よしひと、1978年7月12日 - ）は、埼玉県川口市出身の元プロ野球選手（内野手、右投左打）・コーチ。愛称は「ジャッキー」。

## 経歴

### プロ入り前
小学生で前川バンビーズ、中学時代は越谷リトルシニアに在籍。浦和学院高等学校時代の1994年に第76回全国高等学校野球選手権大会（2回戦敗退）、1996年に第68回選抜高等学校野球大会（2回戦敗退）、第78回全国高等学校野球選手権大会（初戦敗退）と3度甲子園出場を果たした。三浦貴は高校時代の同級生で、当時は三浦がエースを務め、石井が4番を打っていた。1年上に木塚敦士がいた。
1996年のドラフト会議にて横浜ベイスターズから4位指名を受け入団。

### 横浜時代
1999年は5月にジュニア月間MVPを獲得したが、7月に右足の腫瘍を手術し、残りは治療に専念した。
2000年から一軍で活躍し始め、プロ初本塁打を放ち、規定打席には到達しなかったが打率.328を記録した。
しかし守備難が問題視され、三塁手としては古木克明の加入もあってしだいに出場機会を失う。2002年オフ、中嶋聡・富岡久貴とのトレードで細見和史とともに西武ライオンズへ移籍した。

### 西武時代
2004年は高木浩之の不調で、シーズン後半に二塁手として出場機会を増やし、規定打席不足ながら打率.304を記録した。2004年のパシフィック・リーグプレーオフ2ndステージ第5戦では、6回表一死満塁に代打で登場、新垣渚から左翼フェンス直撃の逆転適時二塁打を放ち、リーグ優勝に貢献した。
2005年は6番・二塁手でプロ9年目にして初の開幕スタメンを掴むと、高木浩之の離脱で二塁手の定位置を掴んだ。開幕から好調な打撃を発揮し、5月の月間MVPに輝いた他、交流戦では4割を打ち、交流戦首位打者にも輝く活躍を見せた。プロ入り初のオールスターゲーム出場も果たす。8月27日、西口文也が9回まで無安打無四球を続けたものの、味方も無得点だったために延長へ突入し、10回表に安打を打たれて完全試合を逃した試合で、10回裏に福盛和男からサヨナラ適時打を放って西口に白星をつけた。初の規定打席到達で3割打者となり、打率はリーグ4位の.312、出塁率.391という好成績を残した。
2006年も9番・二塁手で開幕スタメン出場したが、5月に左足裏痛で降格し、片岡易之に二塁手のレギュラーを奪われた。中島裕之の離脱で3番打者が不在になり、復帰した石井は8月1日から3番に抜擢され、中島の穴を埋めた。規定打席には到達しなかったが、打率.312の好成績を残す。
2007年は中村剛也が不振に陥ると三塁手で、片岡が離脱すると二塁手での起用が増えた。4月後半には1・2番打者が決まらず、高い出塁率を見込まれて起用された（1番13試合、2番9試合）。打率は.250付近から上昇せず、守備でも6失策と精彩を欠いた。最後まで中村との併用が続き、レギュラー確保はならなかった。オフに結婚、挙式した。
2008年は中島が北京五輪のために離脱した際は、片岡が遊撃手に回って二塁を守り、クレイグ・ブラゼルが指名打者となり、石井が一塁手として起用されることも多かった。終盤はブラゼルの離脱もあって一塁手のレギュラーに定着した。2008年のパシフィック・リーグクライマックスシリーズでは5試合中4試合にスタメン起用され、15打数8安打4打点と好成績を残した。日本シリーズでは第5戦で先制打と勝ち越し適時打を打つなど、通算で16打数4安打2打点の結果を残した他、アジアシリーズでは決勝戦の9回裏に四球で出塁後、佐藤友亮の左中間への安打で統一セブンイレブン・ライオンズの緩慢な守備を突き一塁から一気に本塁に生還した。
2009年は規定打席には届かなかったが、退団したブラゼルに代わる5番・一塁手のレギュラーとして自己最多タイの125試合に出場した。粘り強い打撃で打率.300の好成績を残して打線の重要なつなぎ役となり、中村剛也との勝負を避けられない場面を増やし、中村の本塁打王獲得に貢献した。左投手には打率.136と弱かったが右投手には打率.310で、本塁打・打点は全て右投手から挙げた。一塁守備でも3失策と安定感を示した。
2010年のシーズン当初は、相手の利き腕に合わせて平尾博嗣との併用が続き、6月に一塁手のホセ・フェルナンデスが加入すると先発出場が激減。対右投手相手での「代打の切り札」となり.293の打率を残す。また、対戦数は11打数と少なかったが、苦手の左投手相手にも.273の打率を残した。オフの契約更改では保留を繰り返したが、3度目の交渉で初回提示から上積みなしの現状維持でサインした。
2011年は出場機会を増やすために外野手にも挑戦したが、若手起用のチーム方針や自身の打撃不振もあり12試合の出場に留まった。10月9日に戦力外通告を受け、11月24日に12球団合同トライアウトを受験。12月6日に読売ジャイアンツへの入団が決定した。

### 巨人時代

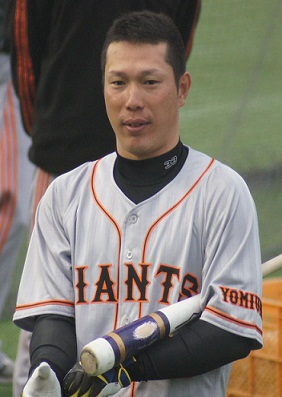
2012年

2012年は4月20日に一軍登録されると、4月26日に移籍後初安打となる二塁打を記録。5月2日に登録を抹消されたが、再昇格後の5月23日に古巣の西武相手に代打でスクイズを決め移籍後初打点を記録した。主に対右投手の代打として起用され、スタメン出場は一度もなかったものの代打打率.405（37打数15安打）、得点圏打率.444を記録するなど代打の切り札として勝負強さを発揮し、チームの優勝に貢献した。中日とのCSファイナルステージ第5戦では9回裏一死満塁のチャンスで代打（谷佳知）の代打で登場。抑えの山井大介からサヨナラ安打を放ち、同シリーズのMVPに選ばれた。この年はプロ入り後初めてチーム内に同姓の選手がおらずスコアボードの表記が「石井」となった。
2013年は前年のような結果を残す事ができず、翌年の2014年もわずか7試合の出場にとどまった。同年10月25日に球団から戦力外通告を受け、10月27日に現役引退を発表 。

### 現役引退後
2015年・2016年は独立リーグのルートインBCリーグへの新規参入球団・武蔵ヒートベアーズの打撃コーチを務め、2017年より山形県南陽市にある公徳会 佐藤病院の社員として勤務する傍ら、同社野球部（軟式）の顧問（監督）を務め、部員への指導も行っている。就任1年目には第72回天皇賜杯全日本軟式野球大会でチーム過去最高の3回戦まで勝ち進ませた。2018年の第73回天皇賜杯では代打要員として選手としても出場登録し、兼任監督としての現役復帰の報道がなされたが、実際に出場することはなかった。同大会を最後に退任。2016年秋頃から片平晋作の誘いで日本女子プロ野球リーグの指導に関わることもあり、2019年1月からは正式に日本女子プロ野球リーグの野手総合コーチに就任。同年9月17日をもって退任した。
その後は23年間を続けていた野球から離れ、千葉県の株式会社SITにて運送業（トラックドライバー）を行っている。なお、野球界に戻って貢献したい考えも持ち合わせている。

## プレースタイル

### 打撃
オープンスタンスの構えから、広角に打ち分けるバットコントロールが特長。
「打撃の天才」とも称される天性のバッティングセンスは高校時代より注目されており、高校日本代表の一員として渡米した際にはシアトル・マリナーズのスカウトの関心を惹いた。
谷沢健一には「バットをテニスのラケットのように使える選手」と評された。文化放送ライオンズナイターでは斉藤一美に「赤いバットのテクニシャン」「麗しの広角打法」と呼ばれた。2005年にはインボイスSEIBUドームで「俺たちの首位打者」とアナウンスされていた（なお、その年の首位打者は和田一浩）。
ミート力は中学までやっていた軟式野球の練習で身についたものであるといい、埼玉武蔵での指導者時代も軟式球を練習に取り入れていた。
バントは、自他共に苦手と認めている。

### 守備
当初から打撃に定評はありながらも、守備に難があり、出場機会に恵まれていなかった。西武移籍後は、苦手な守備は大目に見てもらって指名打者でもいいと思い始め、バッティングに重きを置いたことでブレイクを果たした。
横浜入り後、先輩内野手の進藤達哉や石井琢朗の守備を見て、レベルの高さから守備に対する自信を喪失。ボールを投げる際の力加減が分からなくなるイップスに陥ったが、当時二軍監督だった日野茂の指導の下、克服している。この経験から石井は、自身が指導者になった場合もイップスを治すことができると語っており、実際に軟式野球の監督時代にイップスを克服した選手がいたという。
2012年から在籍した巨人では代打での途中出場が主だったが、そのまま一塁手に入ることも多かった。5月28日の日本ハム戦では4年ぶりに二塁手を務めている。

## 詳細情報

### 年度別打撃成績
| 年 度      | 球 団      | 試 合 | 打 席 | 打 数 | 得 点 | 安 打 | 二 塁 打 | 三 塁 打 | 本 塁 打 | 塁 打 | 打 点 | 盗 塁 | 盗 塁 死 | 犠 打 | 犠 飛 | 四 球 | 敬 遠 | 死 球 | 三 振 | 併 殺 打 | 打 率 | 出 塁 率 | 長 打 率 | O P S |
| ---------- | ---------- | ----- | ----- | ----- | ----- | ----- | -------- | -------- | -------- | ----- | ----- | ----- | -------- | ----- | ----- | ----- | ----- | ----- | ----- | -------- | ----- | -------- | -------- | ----- |
| 1997       | 横浜       | 10    | 18    | 17    | 2     | 4     | 1        | 0        | 0        | 5     | 0     | 0     | 0        | 1     | 0     | 0     | 0     | 0     | 2     | 0        | .235  | .235     | .294     | .529  |
| 2000       | 横浜       | 41    | 61    | 58    | 6     | 19    | 3        | 0        | 1        | 25    | 6     | 1     | 0        | 0     | 0     | 3     | 0     | 0     | 9     | 3        | .328  | .361     | .431     | .792  |
| 2001       | 横浜       | 53    | 81    | 67    | 7     | 19    | 5        | 0        | 0        | 24    | 8     | 0     | 0        | 0     | 1     | 13    | 0     | 0     | 16    | 2        | .284  | .395     | .358     | .753  |
| 2002       | 横浜       | 22    | 23    | 20    | 2     | 5     | 1        | 0        | 0        | 6     | 1     | 0     | 0        | 1     | 0     | 2     | 0     | 0     | 7     | 0        | .250  | .318     | .300     | .618  |
| 2003       | 西武       | 8     | 12    | 12    | 0     | 5     | 2        | 0        | 0        | 7     | 2     | 0     | 0        | 0     | 0     | 0     | 0     | 0     | 4     | 0        | .417  | .417     | .583     | 1.000 |
| 2004       | 西武       | 58    | 169   | 138   | 22    | 42    | 9        | 0        | 2        | 57    | 16    | 1     | 1        | 1     | 0     | 30    | 1     | 0     | 24    | 4        | .304  | .429     | .413     | .842  |
| 2005       | 西武       | 125   | 471   | 414   | 48    | 129   | 25       | 3        | 6        | 178   | 38    | 7     | 5        | 1     | 1     | 51    | 3     | 4     | 74    | 9        | .312  | .391     | .430     | .821  |
| 2006       | 西武       | 67    | 213   | 186   | 32    | 58    | 10       | 0        | 3        | 77    | 16    | 3     | 0        | 2     | 1     | 23    | 1     | 1     | 35    | 1        | .312  | .389     | .414     | .803  |
| 2007       | 西武       | 92    | 296   | 260   | 26    | 66    | 14       | 0        | 2        | 86    | 17    | 7     | 0        | 4     | 3     | 29    | 0     | 0     | 53    | 2        | .254  | .325     | .331     | .656  |
| 2008       | 西武       | 108   | 335   | 306   | 31    | 85    | 21       | 1        | 4        | 120   | 29    | 0     | 1        | 0     | 4     | 25    | 2     | 0     | 53    | 2        | .278  | .328     | .392     | .721  |
| 2009       | 西武       | 125   | 422   | 383   | 48    | 115   | 17       | 3        | 6        | 156   | 39    | 3     | 2        | 5     | 1     | 30    | 1     | 3     | 73    | 7        | .300  | .352     | .407     | .760  |
| 2010       | 西武       | 98    | 261   | 222   | 28    | 65    | 8        | 0        | 6        | 91    | 22    | 0     | 0        | 2     | 5     | 31    | 4     | 1     | 35    | 5        | .293  | .375     | .410     | .784  |
| 2011       | 西武       | 12    | 20    | 19    | 0     | 2     | 0        | 0        | 0        | 2     | 1     | 0     | 0        | 0     | 0     | 1     | 0     | 0     | 6     | 0        | .105  | .150     | .105     | .255  |
| 2012       | 巨人       | 51    | 64    | 54    | 4     | 17    | 2        | 0        | 0        | 19    | 14    | 0     | 0        | 1     | 2     | 7     | 0     | 0     | 9     | 0        | .315  | .381     | .352     | .745  |
| 2013       | 巨人       | 62    | 70    | 64    | 1     | 13    | 0        | 0        | 0        | 13    | 2     | 0     | 0        | 0     | 0     | 6     | 1     | 0     | 18    | 0        | .203  | .271     | .203     | .475  |
| 2014       | 巨人       | 7     | 6     | 4     | 0     | 1     | 0        | 0        | 0        | 1     | 1     | 0     | 0        | 0     | 1     | 1     | 0     | 0     | 3     | 0        | .250  | .333     | .250     | .583  |
| 通算：16年 | 通算：16年 | 939   | 2522  | 2224  | 257   | 645   | 118      | 7        | 30       | 867   | 212   | 22    | 9        | 18    | 19    | 252   | 13    | 9     | 421   | 35       | .290  | .362     | .390     | .754  |

### 年度別守備成績
| 年 度 | 一塁  | 一塁  | 一塁  | 一塁  | 一塁  | 一塁     | 二塁  | 二塁  | 二塁  | 二塁  | 二塁  | 二塁     | 三塁  | 三塁  | 三塁  | 三塁  | 三塁  | 三塁     | 外野  | 外野  | 外野  | 外野  | 外野  | 外野     |
| 年 度 | 試 合 | 刺 殺 | 補 殺 | 失 策 | 併 殺 | 守 備 率 | 試 合 | 刺 殺 | 補 殺 | 失 策 | 併 殺 | 守 備 率 | 試 合 | 刺 殺 | 補 殺 | 失 策 | 併 殺 | 守 備 率 | 試 合 | 刺 殺 | 補 殺 | 失 策 | 併 殺 | 守 備 率 |
| ----- | ----- | ----- | ----- | ----- | ----- | -------- | ----- | ----- | ----- | ----- | ----- | -------- | ----- | ----- | ----- | ----- | ----- | -------- | ----- | ----- | ----- | ----- | ----- | -------- |
| 1997  | -     | -     | -     | -     | -     | -        | -     | -     | -     | -     | -     | -        | 6     | 2     | 2     | 1     | 1     | .800     | -     | -     | -     | -     | -     | -        |
| 2000  | -     | -     | -     | -     | -     | -        | -     | -     | -     | -     | -     | -        | 11    | 4     | 19    | 0     | 0     | 1.000    | -     | -     | -     | -     | -     | -        |
| 2001  | -     | -     | -     | -     | -     | -        | -     | -     | -     | -     | -     | -        | 19    | 6     | 22    | 4     | 2     | .875     | -     | -     | -     | -     | -     | -        |
| 2002  | -     | -     | -     | -     | -     | -        | -     | -     | -     | -     | -     | -        | 2     | 0     | 0     | 0     | 0     | .---     | 1     | 0     | 0     | 0     | 0     | .---     |
| 2003  | -     | -     | -     | -     | -     | -        | -     | -     | -     | -     | -     | -        | 5     | 1     | 5     | 0     | 0     | 1.000    | -     | -     | -     | -     | -     | -        |
| 2004  | -     | -     | -     | -     | -     | -        | 37    | 63    | 75    | 5     | 10    | .965     | 7     | 3     | 6     | 0     | 0     | 1.000    | -     | -     | -     | -     | -     | -        |
| 2005  | -     | -     | -     | -     | -     | -        | 76    | 111   | 173   | 3     | 29    | .990     | 39    | 19    | 49    | 3     | 5     | .958     | -     | -     | -     | -     | -     | -        |
| 2006  | -     | -     | -     | -     | -     | -        | 13    | 16    | 19    | 0     | 7     | 1.000    | 32    | 21    | 44    | 6     | 1     | .915     | -     | -     | -     | -     | -     | -        |
| 2007  | -     | -     | -     | -     | -     | -        | 29    | 49    | 53    | 2     | 7     | .981     | 56    | 39    | 82    | 4     | 7     | .968     | -     | -     | -     | -     | -     | -        |
| 2008  | 35    | 238   | 12    | 2     | 16    | .992     | 16    | 23    | 39    | 2     | 10    | .969     | 5     | 3     | 7     | 0     | 0     | 1.000    | -     | -     | -     | -     | -     | -        |
| 2009  | 102   | 802   | 56    | 3     | 69    | .997     | -     | -     | -     | -     | -     | -        | 12    | 4     | 7     | 0     | 0     | 1.000    | -     | -     | -     | -     | -     | -        |
| 2010  | 73    | 473   | 25    | 3     | 33    | .994     | -     | -     | -     | -     | -     | -        | 11    | 9     | 15    | 0     | 0     | 1.000    | -     | -     | -     | -     | -     | -        |
| 2011  | 3     | 8     | 1     | 0     | 1     | 1.000    | -     | -     | -     | -     | -     | -        | -     | -     | -     | -     | -     | -        | 3     | 2     | 0     | 0     | 0     | 1.000    |
| 2012  | 20    | 55    | 2     | 0     | 6     | 1.000    | 3     | 0     | 0     | 1     | 0     | .000     | -     | -     | -     | -     | -     | -        | -     | -     | -     | -     | -     | -        |
| 2013  | 12    | 25    | 2     | 2     | 1     | .931     | 1     | 0     | 0     | 0     | 0     | ----     | -     | -     | -     | -     | -     | -        | -     | -     | -     | -     | -     | -        |
| 通算  | 245   | 1601  | 98    | 10    | 116   | .994     | 175   | 262   | 359   | 13    | 63    | .979     | 205   | 111   | 258   | 18    | 16    | .953     | 4     | 2     | 0     | 0     | 0     | 1.000    |

### 表彰
- 月間MVP：1回 （野手部門：2005年5月）
- クライマックスシリーズMVP：1回 （2012年）

### 記録
初記録
- 初出場：1997年9月25日、対中日ドラゴンズ24回戦（横浜スタジアム）、7回表に進藤達哉に代わり三塁手として出場
- 初打席：同上、8回裏に野口茂樹の前に凡退
- 初先発出場：1997年10月7日、対広島東洋カープ21回戦（広島市民球場）、8番・一塁手として先発出場
- 初安打：1997年10月8日、対広島東洋カープ22回戦（広島市民球場）、4回表に大野豊から一塁内野安打
- 初盗塁：2000年7月15日、対阪神タイガース17回戦（阪神甲子園球場）、4回表に二盗（投手：グレッグ・ハンセル、捕手：山田勝彦）
- 初本塁打・初打点：2000年9月8日、対広島東洋カープ22回戦（横浜スタジアム）、4回裏に川村丈夫の代打として出場、ネイサン・ミンチーから右越3ラン

その他の記録
- オールスターゲーム出場：1回 （2005年）

### 背番号
- 53 （1997年 - 2002年）
- 40 （2003年）
- 32 （2004年 - 2007年）
- 5 （2008年 - 2011年）
- 33 （2012年 - 2014年）
- 88 （2015年 - ）